# Победници европских првенстава у атлетици у дворани — 5 километара ходање
Освајачи медаља на европским првенствима у атлетици у дворани у дисциплини ходање на 5.000 метара, која је била у програму од Европског првенства у дворани одржаном 1981. у Греноблу до првенства 1994. у Паризу, са прекидима 1984, 1985 и 1986. У табели су приказани резултати освајача медаља изражени у формату минути:секунде.стотинке.
Најуспешнији појединац, после 9 одржаних такмичења у брзом ходању на 5.000 метара на европским првенствима је Михаил Шчеников из Совјетског Савеза/Русије са 3 освојене златне медаље. Од земаља најуспешнији је Совјетски Савез са укупно 4 медаље, од чега три златне и једна сребрна.
Рекорд европских првенстава у ходању на 5.000 метара у дворани држи Ђовани Де Бенедиктис из Италије са 18:19.97 минута које је преходао на Европском првенству у дворани 1992. у Ђенови.

## Освајачи медаља на европским првенствима у дворани
| ЕП              |                                    | Резултат     |                                      | Резултат     |                                | Резултат     |
| Гренобл 1981    | Хартвиг Гаудер · Источна Немачка   | 19:08.59 РЕП | Маурицио Дамилано · Италија          | 19:13.90     | Жерар Леливр · Француска       | 19:55.02     |
| Милано 1982     | Маурицио Дамилано · Италија        | 19:40.28     | Карло Матиоли · Италија              | 20:06.91     | Мартин Топорек · Аустрија      | 20:19.47     |
| Будимпешта 1983 | Анатолиј Соломин · Совјетски Савез | 19:19.93     | Јевгениј Јевсјуков · Совјетски Савез | 19:41.66     | Ерлинг Андерсен · Норвешка     | 20:00.68     |
| Гетеборг 1984   | није одржано                       | није одржано | није одржано                         | није одржано | није одржано                   | није одржано |
| Пиреј 1985      | није одржано                       | није одржано | није одржано                         | није одржано | није одржано                   | није одржано |
| Мадрид 1986     | није одржано                       | није одржано | није одржано                         | није одржано | није одржано                   | није одржано |
| Лијевен 1987    | Јозеф Прибилинец · Чехословачка    | 19:08.44 РЕП | Роналд Вајгел · Источна Немачка      | 19:08.93     | Роман Мразек · Чехословачка    | 19:10.77     |
| Будимпешта 1988 | Јозеф Прибилинец · Чехословачка    | 18:44.40 РЕП | Роман Мразек · Чехословачка          | 18:44.93     | Шандор Урбаник · Мађарска      | 18:45.91     |
| Хаг 1989        | Михаил Шчеников · Совјетски Савез  | 18:35.60 РЕП | Роман Мразек · Чехословачка          | 18:40.11     | Ђовани Де Бенедиктис · Италија | 18:43.45     |
| Глазгов 1990    | Михаил Шчеников · Совјетски Савез  | 19:00.62     | Ђовани Де Бенедиктис · Италија       | 19:02.90     | Аксел Ноак · Источна Немачка   | 19:08.36     |
| Ђенова 1992     | Ђовани Де Бенедиктис · Италија     | 18:19.97 РЕП | Франц Костјукевић · Уједињени тим    | 18:25.40     | Стефан Јохансон · Шведска      | 18:27.95     |
| Париз 1994      | Михаил Шчеников · Русија           | 18:34.32     | Роналд Вајгел · Источна Немачка      | 18:40.32     | Денис Ланглоа · Француска      | 18:43.20     |

## Биланс медаља
| Ранг | Држава          |   |   |   |    |
| ---- | --------------- | - | - | - | -- |
| 1.   | Совјетски Савез | 3 | 1 | 0 | 4  |
| 2.   | Италија         | 2 | 3 | 1 | 6  |
| 3.   | Чехословачка    | 2 | 2 | 1 | 5  |
| 4.   | Источна Немачка | 1 | 2 | 1 | 4  |
| 5.   | Русија          | 1 | 0 | 0 | 1  |
| 6.   | Уједињени тим   | 0 | 1 | 0 | 1  |
| 7.   | Француска       | 0 | 0 | 2 | 2  |
| 8.   | Аустрија        | 0 | 0 | 1 | 1  |
| 8.   | Норвешка        | 0 | 0 | 1 | 1  |
| 8.   | Мађарска        | 0 | 0 | 1 | 1  |
| 8.   | Шведска         | 0 | 0 | 1 | 1  |
|      | Укупно (11)     | 9 | 9 | 9 | 27 |

| Ранг | Атлетичар            | Држава                   |   |   |   |   |
| ---- | -------------------- | ------------------------ | - | - | - | - |
| 1.   | Михаил Шчеников      | Совјетски Савез · Русија | 2 | 1 | 0 | 0 |
| 2.   | Јозеф Прибилинец     | Чехословачка             | 2 | 0 | 0 | 2 |
| 3.   | Ђовани Де Бенедиктис | Италија                  | 1 | 1 | 1 | 3 |
| 4.   | Маурицио Дамилано    | Италија                  | 1 | 1 | 0 | 2 |
| 5.   | Роман Мразек         | Чехословачка             | 0 | 2 | 1 | 3 |
| 6.   | Роналд Вајгел        | Источна Немачка          | 0 | 2 | 0 | 2 |